# Adolf August Friedrich Rudorff
Adolf August Friedrich Rudorff, född 21 mars 1803 i Mehringen, Hannover, död 14 februari 1873 i Berlin, var en tysk jurist, far till Ernst Rudorff.
Rudorff blev juris doktor och privatdocent vid Berlins universitet 1825, extra ordinarie professor där 1829 och ordinarie professor i romersk rätt 1833. Med iver anslöt han sig till den historiska skolan och var en övertygad anhängare till Friedrich Carl von Savigny.
Rudorff debuterade med dissertationen De lege Cincia (1825), som följdes, förutom av en mängd tidskriftsartiklar och dylikt, av Das Recht der Vormundschaft aus dem gemeinen in Deutschland geltenden Rechte entwickelt (I–III, 1832–34), den mycket använda Römische Rechtsgeschichte (I, 1857, II 1859), som dock har stora brister i systematiskt hänseende, och hans restitution av Edictum perpetuum (1866), som helt miste sin betydelse genom Otto Lenels berömda verk.
Tillsammans med Friedrich Bluhme och Karl Lachmann utgav Rudorff Schriften der römischen Feldmesser (I 1848, II 1852), vartill han själv bidrog med avsnittet Die Gromatischen Institutionen. Från 1842 var han medutgivare av "Zeitschrift für geschichtliche Rechtswissenschaft" och grundade 1861 tillsammans med Hugo Böhlau, Johannes Merkel, Georg Bruns och Paul von Roth "Zeitschrift für Rechtsgeschichte".
Efter Georg Friedrich Puchtas död 1846 ombesörjde Rudorff utgivningen av en rad utgåvor av dennes pandekter och institutioner, utgav Puchtas "Kleine civilistische Schriften" (1851) och sjunde upplagan av Savignys "Besitz" (1865). Han tecknade ett minne av sin beundrade lärare i avhandlingen Friedrich Carl von Savigny (1862).